# Polyalthia fragrans
Polyalthia fragrans este o specie de plante din genul Polyalthia, familia Annonaceae. A fost descrisă pentru prima dată de Nicol Alexander Dalzell, și a primit numele actual de la Joseph Dalton Hooker och Thomas Thomson. Conform Catalogue of Life specia Polyalthia fragrans nu are subspecii cunoscute.